# Kerkhof van Boezegem
Het Kerkhof van Boezegem is een gemeentelijke begraafplaats in het Franse dorp Boezegem in het Noorderdepartement. Het kerkhof ligt in het dorpscentrum rond de Église Saint-Léger.

## Oorlogsgraven
In de noordwestelijke hoek van het kerkhof liggen de graven van de Australische sergeant Woolston James Govan, gesneuveld in de Eerste Wereldoorlog op 2 april 1916 en van de Britse cavalerist Bertram William Edgerton die sneuvelde in de Tweede Wereldoorlog op 24 mei 1940. De graven worden door de gemeente onderhouden en staan bij de Commonwealth War Graves Commission geregistreerd onder Boeseghem Churchyard.